# Д’Бритто, Фрэнсис
Фрэнсис Д’Бритто (англ. Francis D'Britto; 4 декабря 1942, талук Васаи, Британская Индия — 25 июля 2024, Васаи, Махараштра) — индийский католический священник, писатель и экологический активист из Васаи, Мумбаи. Он был автором Библии «Субодх» — перевода Библии на язык маратхи.

## Биография
Фрэнсис Д’Бритто родился 4 декабря 1942 года. Начальное и средне образование получил в Индии, далее учился в Папском Григорианском университете, в Риме.
Д’Бритто был награждён премией Дняноба-Тукарам Пураскар за свои литературные работы. Католический священник стал первым, кто получил награду, учреждённую в 2007 году.
В 2013 году он получил государственную литературную премию за лучший перевод. В следующем году он получил премию Sahitya Akademi Award.
22 сентября 2019 года Д’Бритто был единогласно избран президентом 93-го "Akhil Bharatiya Marathi Sahitya Sammelan" (литературного собрания), которое состоялось в Османабаде 10 января 2020 года.
Д’Бритто умер 25 июля 2024 года после продолжительной болезни в возрасте 80 лет в Васаи, округ Палгхар.